# Konzentrationslager San Giovanni

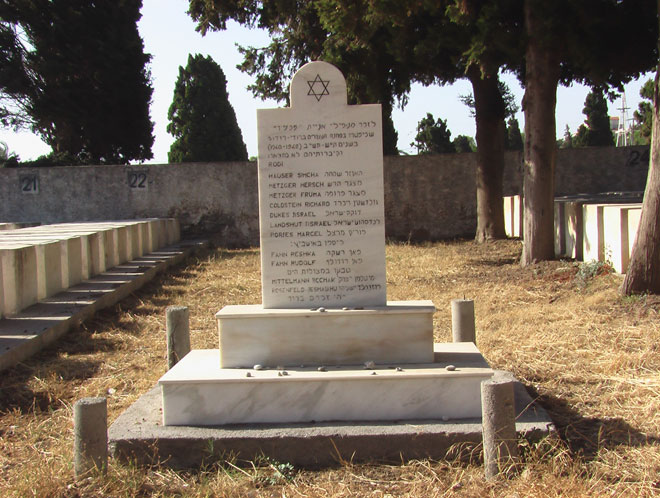
Pentcho-Mahnmal, Rhodos

Das KZ San Giovanni (campo di concentramento San Giovanni di Rodos) war ein provisorisches Internierungslager auf der damals zu Italien gehörenden Insel Rhodos für die auf dem Weg nach Palästina aus Seenot gerettete jüdische Pentcho-Gruppe.

## Geschichte
Die zionistische Jugendorganisation Betar organisierte auf dem Donauraddampfer Pentcho die Ausreise von jüdischen Flüchtlingen von Bratislava aus auf der Donau ins Schwarze Meer und von dort durch die Ägäis weiter nach Palästina. Nach einem Motorschaden strandete das mit mehr als 500 Menschen völlig überladene Schiff am 9. Oktober 1940 auf der unbewohnten Insel Kamilonísi (Καμηλονήσι). Nach zehn Tagen wurde die schiffbrüchige Gruppe durch die italienische Marine gerettet und nach Rhodos gebracht. Als Nicht-Italiener wurden sie als feindliche Ausländer behandelt. Sie wurden interniert und zunächst provisorisch in Zelten auf einer von faschistischer Miliz bewachten Sportanlage und später in der Garagenanlage einer Militärkaserne untergebracht.
Mit Beginn des Griechisch-Italienischen Krieges am 28. Oktober 1940 wurde Rhodos von der Versorgung abgeschnitten und die mittellosen Internierten wurden in der allgemeinen Hungersnot nicht ausreichend ernährt. Erst nach einiger Zeit erhielten die Internierten finanzielle Unterstützung von jüdischen Hilfsorganisationen wie der italienischen DELASEM und dem amerikanischen Joint Distribution Committee. Trotzdem starben einige wegen der schlechten Versorgung und Unterbringung. Am 12. Februar und 16. März 1942 wurden insgesamt 494 Personen per Schiff nach Italien in das Internierungslager Ferramonti di Tarsia gebracht.

## Papstaudienz des Heinz Wisla
Heinz Wisla, einer der Internierten, erhielt im Sommer 1941 ein Transitvisum, das ihm die Ausreise ermöglichte. Bei seinem Zwischenaufenthalt in Rom konnte er Papst Pius XII. sprechen, sich so für seine Mitgefangenen einsetzen und später einen schriftlichen Bericht über das Lager nachreichen. Heinz Wisla schrieb die Verlegung der Gefangenen nach Ferramonti di Tarsia später der Intervention des Papstes zu.